# Атала, Энтони
Джон Энтони Атала, MD (род. 1958) — директор Института регенеративной медицины Уэйк Форест, заведующий кафедрой урологии Медицинской школы Уэйк Форест в Северной Каролине, профессор отделения передовых клеточных технологий Института регенеративной медицины Первого МГМУ им.И.М.Сеченова. Один из пионеров регенеративной медицины.

## Биография
Родился в Перу. Окончил Университет Майами со степенью бакалавра психологии. В дальнейшем окончил Медицинскую школу в Луисвиллском университете со специализацией в урологии. В 1990-1992 гг. продолжил обучение в клинической ординатуре Гарвардской медицинской школы с клинической базой в Детской больнице Бостона, где он обучался у всемирно известных детских урологических хирургов Алана Ретика и Харди Хендрена. Был директором Лаборатории тканевой инженерии и клеточной терапии Детской больницы Бостона, где занимался выращиванием человеческих тканей и органов взамен поврежденных вследствие болезней или дефектов.
Атала продолжил свою работу в области тканевой инженерии и 3D-печати органов в Баптистском медицинском центре Уэйк Форест (WFBMC) в 2004 году, где возглавил команду, вырастившую первый имплантированный человеку биоинженерный мочевой пузырь.
В 2011 году избран членом Института медицины Национальной академии наук. Журналом Scientific American д-р Энтони Атала был назван "Врачом года" за его вклад в изучение регенерации клеток, тканей и органов.
Главный редактор журналов Stem Cells-Translational Medicine (Scopus, SJR 1.64), Current Stem Cell Research and Therapy (Scopus, SJR 0.68) и Therapeutic Advances in Urology (Scopus, SJR 0.89).

## Основные публикации
- Atala, A., Danilevskiy, M., Lyundup, A., Glybochko, P., Butnaru, D., Vinarov, A., & Yoo, J. J. (2017). The potential role of tissue‐engineered urethral substitution: clinical and preclinical studies. Journal of tissue engineering and regenerative medicine, 11(1), 3-19. doi:10.1002/term.2112
- Murphy, S. V., & Atala, A. (2014). 3D bioprinting of tissues and organs. Nature biotechnology, 32(8), 773-785. doi:10.1038/nbt.2958
- De Coppi, P., Bartsch, G., Siddiqui, M. M., Xu, T., Santos, C. C., Perin, L., ... & Furth, M. E. (2007). Isolation of amniotic stem cell lines with potential for therapy. Nature biotechnology, 25(1), 100-106. doi:10.1038/nbt1274
- Atala, A., Bauer, S. B., Soker, S., Yoo, J. J., & Retik, A. B. (2006). Tissue-engineered autologous bladders for patients needing cystoplasty. The Lancet, 367(9518), 1241-1246. doi:10.1016/S0140-6736(06)68438-9